# O-bon
El Obon u O-Bon (お盆?), o simplemente Bon (盆?), es una festividad japonesa.
El O-bon es una festividad de culto a los antepasados que tiene lugar del 13 al 16 de agosto (Calendario solar) en Japón. Es una tradición semirreligiosa que honra a los espíritus de los antepasados fallecidos. Esta costumbre de origen budista ha acabado convirtiéndose en parte de la cultura de Japón, no solo en los aspectos religioso y cultural, sino también como una ocasión de interacción social con la comunidad. Viene siendo celebrado desde hace 500 años y tradicionalmente incluye danzas y bailes como el Bon Odori, o festivales como el Gozan no Okuribi.
La mayor parte de Japón celebra O-bon en agosto, pero algunos lugares se celebra en julio. Originalmente se celebraba en julio de Calendario lunar. Existe una diferencia de un mes a un mes y medio entre el calendario lunar. 
"Bon" de julio se celebra entre el 13 y el 15 de julio, principalmente en una parte de Tokio y Yokohama, Shizuoka y una parte de Región de Tōhoku y Hokuriku). 

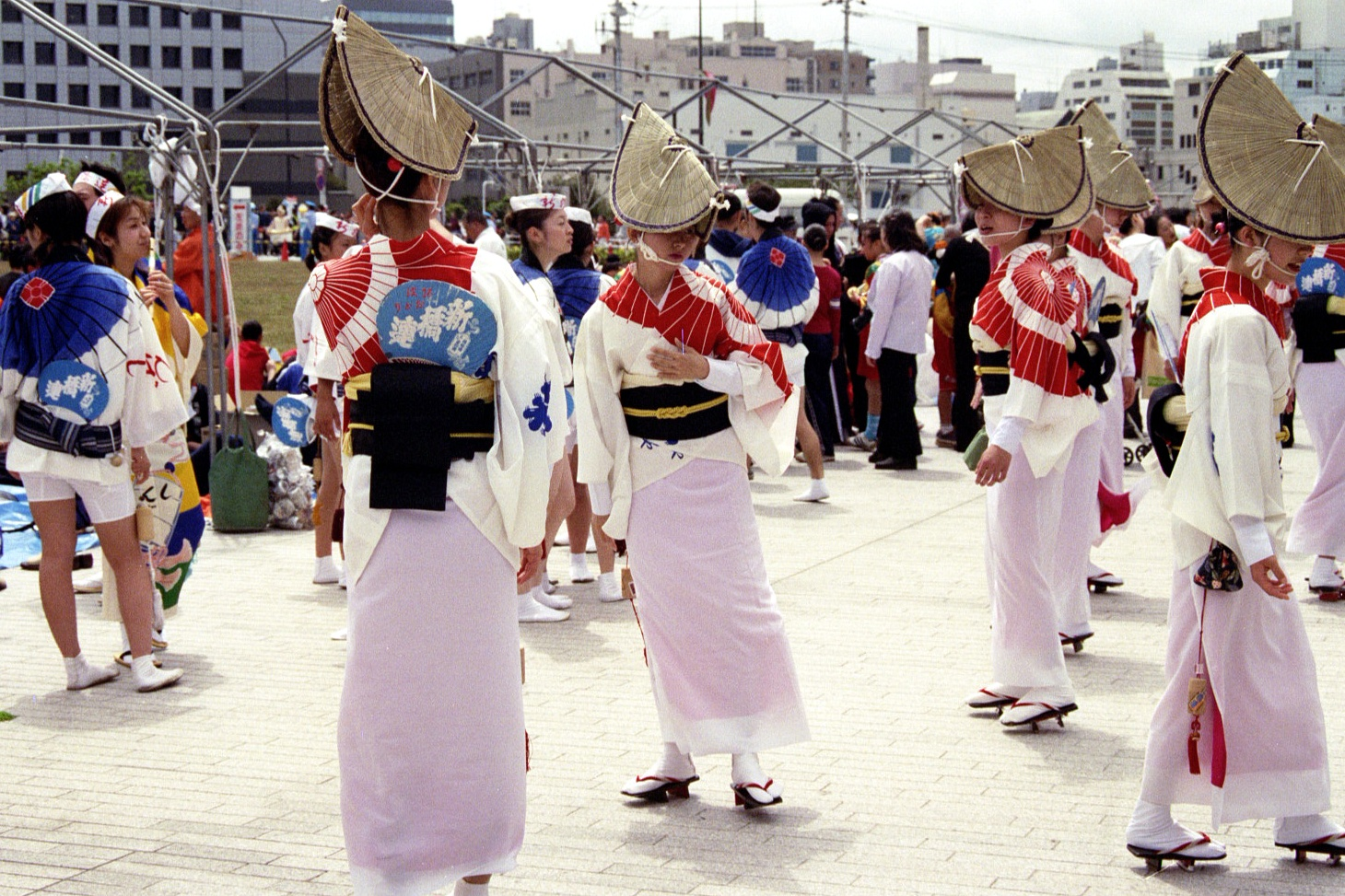
Celebración del Awa Odori en la Prefectura de Tokushima (2002).

## Orígenes
Obon es una forma abreviada de la Ullambana, que en el japonés es urabon'e (于蘭盆會 o 盂蘭盆會?). En la lengua sánscrita significa "colgado boca abajo" e implica un gran sufrimiento.
Según dice la leyenda el o-bon se origina en la historia de Maha Maudgalyayana (Mokuren), un discípulo de Buda Gautama que empleó sus poderes sobrenaturales para intentar contactar con su madre fallecida. Descubrió que esta había caído en el reino de los fantasmas hambrientos y padecía sufrimientos. Sumamente inquieto, se dirigió a Buddha y le preguntó cómo podía liberar a su madre de este reino. Éste le dio instrucciones para hacer ofrendas el día quince del séptimo mes. El discípulo lo hizo y, por tanto, pudo ver a su madre. También comenzó a ver la verdadera naturaleza de su desinterés pasado y los muchos sacrificios que había hecho por él. Feliz por la liberación de su madre y agradecido por su bondad, ambos bailaron con entusiasmo. De esta danza de la alegría vendría el Bon Odori, una festividad en que los antepasados y sus sacrificios son recordados y apreciados.
Dado que el Bon transcurre en el calor del verano, los participantes tradicionalmente llevan un yukata o kimonos de algodón ligero. Numerosas celebraciones de Obon incluyen un gran carnaval con desfiles, juegos y comida típica veraniega como la sandía.

## Fechas de celebración
El festival de Obon dura tres días, aunque su fecha de inicio varía en diferentes regiones de Japón. El calendario lunar tradicional se cambió al calendario gregoriano con el comienzo de la era Meiji, aunque las localidades de Japón reaccionaron de manera diferente y esto se tradujo en tres celebraciones diferentes de Obon:
- El Hachigatsu Bon ("Bon" de agosto) se basa en el calendario solar y se celebra entre el 13 y el 15 de agosto, constituyendo la fecha más común de celebración en el país (especialmente en la Región de Kinki (Kansai)).

- El Kyu Bon (Bon Antiguo) se celebra el día 15 del séptimo mes del calendario lunar, y por lo tanto difiere cada año; El "Kyu Bon" se celebra en áreas como la parte norte de la región de Kantō, región de Chūgoku, Shikoku e Islas Ryūkyū.

Estos tres días no están registrados como días oficiales de vacaciones, aunque generalmente suelen concederse vacaciones cuando tienen lugar las celebraciones.

## Rituales

### Tōrō nagashi

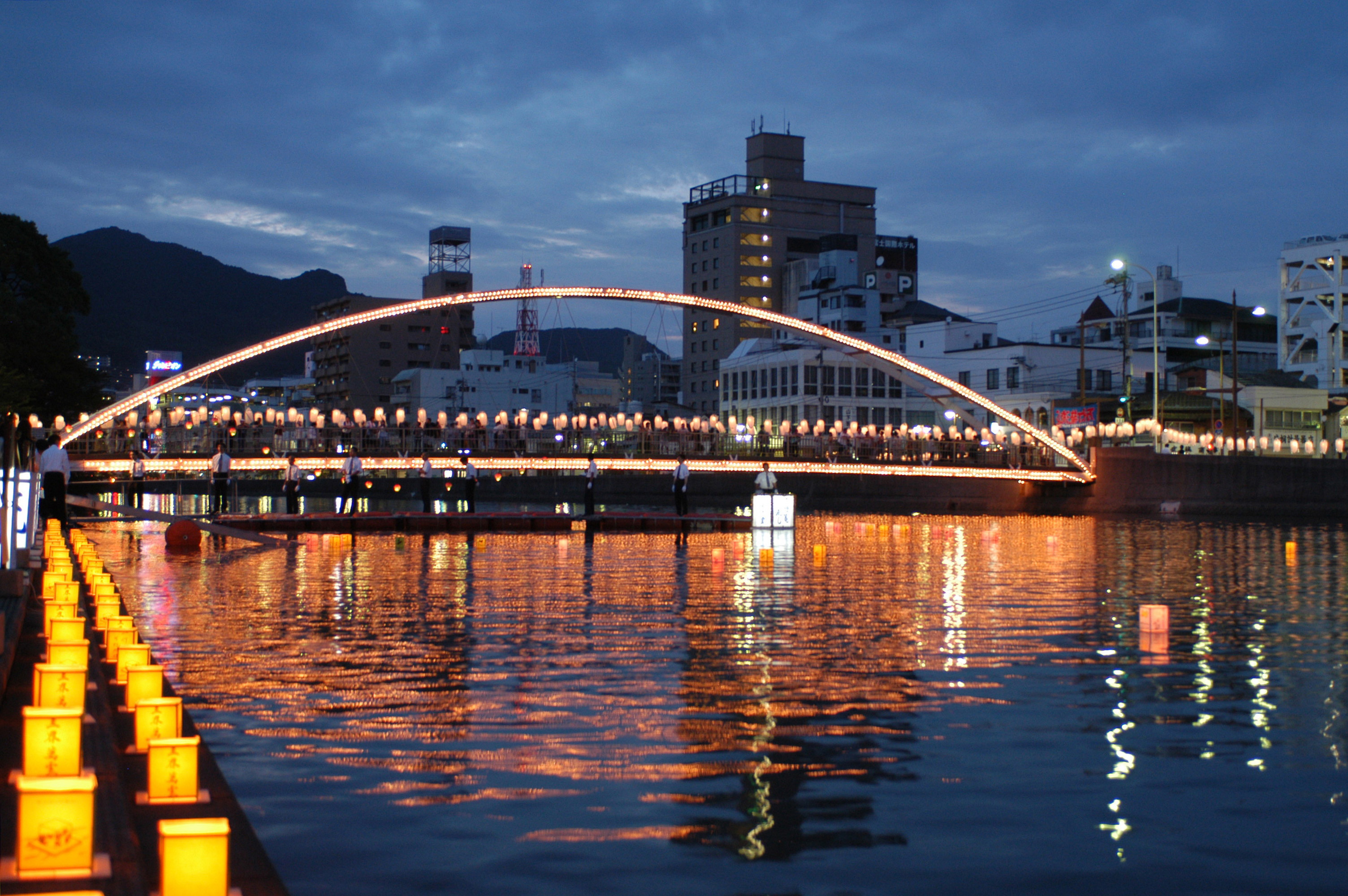
Participantes japoneses encienden farolillos en la ceremonia Toro nagashi en un río de Sasebo, durante el Obon.

La Tōrō nagashi (灯籠流し?) es una ceremonia japonesa en la que los participantes flotan farolillos de papel (chōchin) por un río. Tōrō es una palabra tradicionalmente empleada para "linterna", mientras nagashi significa "crucero", "flujo". Esto se realiza principalmente en la última noche del Festival de Bon festival basado en la creencia de que esta guía a los espíritus de los muertos de vuelta al otro mundo. Este festival puede tener lugar entre los días 13 a 16 de julio o de agosto, según del calendario en que se celebren. Por otro lado, cabe resaltar que los faroles blancos son empleados para aquellos que han muerto en el último año.

### Bon odori
El Bon Odori (盆踊り?) es un festival de danza tradicional japonés. El Bon Odori se celebra en Japón cada verano (entre julio y agosto en Japón) y organizado localmente por cada ciudad.
Bon es una temporada festiva durante la cual se da la bienvenida a las almas de los ancestros. El Bon es una tradición budista, originaria de China. Durante el Bon Odori la gente se reúne en lugares abiertos alrededor de una torre con tambores taiko (tambor japonés) y baila al compás de la música tradicional. La música debe ser alegre para dar la bienvenida a las almas de los ancestros y la gente debe mantener un humor alegre. El Bon Odori debe ser celebrado durante la noche debido a que se cree que las almas de los ancestros regresan durante la noche.

### Gozan no Okuribi

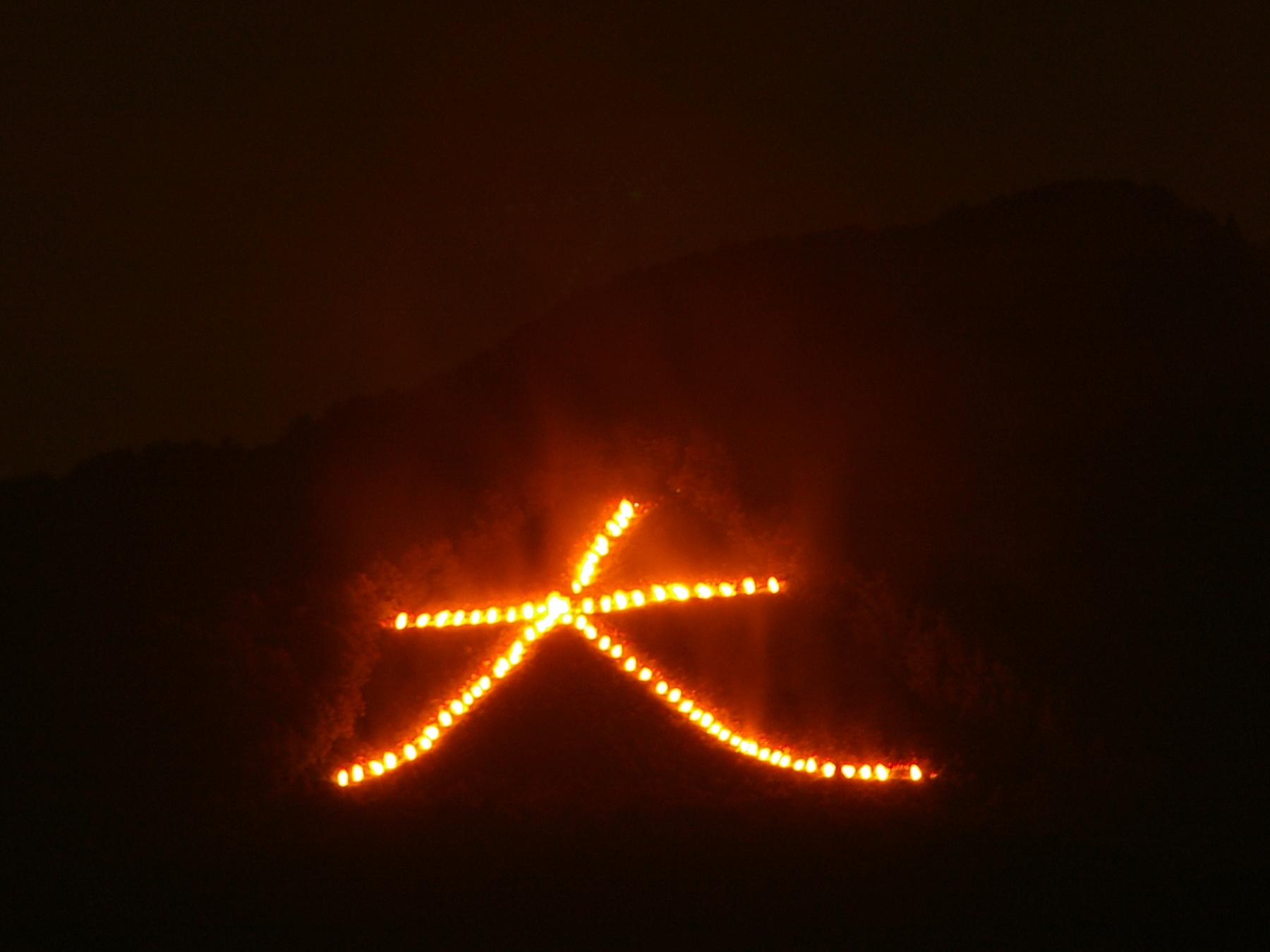
Daimoji, durante el Gozan no Okuribi en Kioto.

El Gozan no Okuribi (五山送り火?) es la culminación de la fiesta de O-Bon el 16 de agosto, además de constituir uno de los festivales emblemáticos de Kioto. Durante la celebración del mismo, cinco gigantes hogueras se encienden en las colinas que rodean la ciudad. Representa al momento en que los espíritus de los familiares difuntos, que se dicen que visitan este mundo durante el O-Bon, creen que vuelven al mundo de los espíritus. De ahí, el nombre okuribi (送り火?) o "despedida de fuego".
Los caracteres, sus localizaciones, significados y los tiempos de iluminación son:
- Daimoji  (大文字?), el carácter significa "grande"
- Myō/Hō (妙法?), los caracteres significan "admirable dharma"
- Funagata (舟 形?), la forma de un barco
- Hidari Daimonji (左大文字?), una vez más, el carácter que significa "grande"
- Toriigata (鳥居形?), la forma de un torii o una puerta de santuario

El más famoso (y el primero en ser iluminado), es el carácter dai (大), en el Daimonji-yama de Kioto  (大文字山 , daimonjiyama?). El mejor lugar para ver el festival es desde el Nakagyo Ward, en el centro de la ciudad. Muchos hoteles tienen ofertas especiales donde se ve el Daimonji, por una cuota, se puede ver los cinco encendidos. A muchas personas también les gusta ir por el río Kamo para una excelente vista de los fuegos iniciales o Hana-bi.

## Celebraciones fuera de Japón

### Argentina
En Argentina, el Festival Bon es celebrado por las comunidades japonesas durante el verano del hemisferio sur. El mayor festival se mantiene en Colonia Urquiza, en el Partido de La Plata, celebrándose en los terrenos de la escuela japonesa de la ciudad. El festival también incluye demostraciones de taiko y bailes tradicionales.
Asimismo, en otras localidades se realizan "matsuris" (festivales), donde el Bon Odori es la atracción principal. Ejemplos de tales actividades se encuentran en José C. Paz y Burzaco, en la provincia de Buenos Aires y en Corrientes en la provincia homónima.

### Brasil
El Festival del Bon Odori es celebrado todos los años por numerosas comunidades japonesas de todo el Brasil, en tanto que Brasil es el país del mundo, por detrás de Japón, con mayor población japonesa. São Paulo es la principal ciudad de la comunidad japonesa en Brasil, y también cuenta con el mayor festival nipón de Brasil que incluye pasacalles odori y danzas matsuri. También cuenta con concursos de Taiko y Shamisen.

### Estados Unidos y Canadá

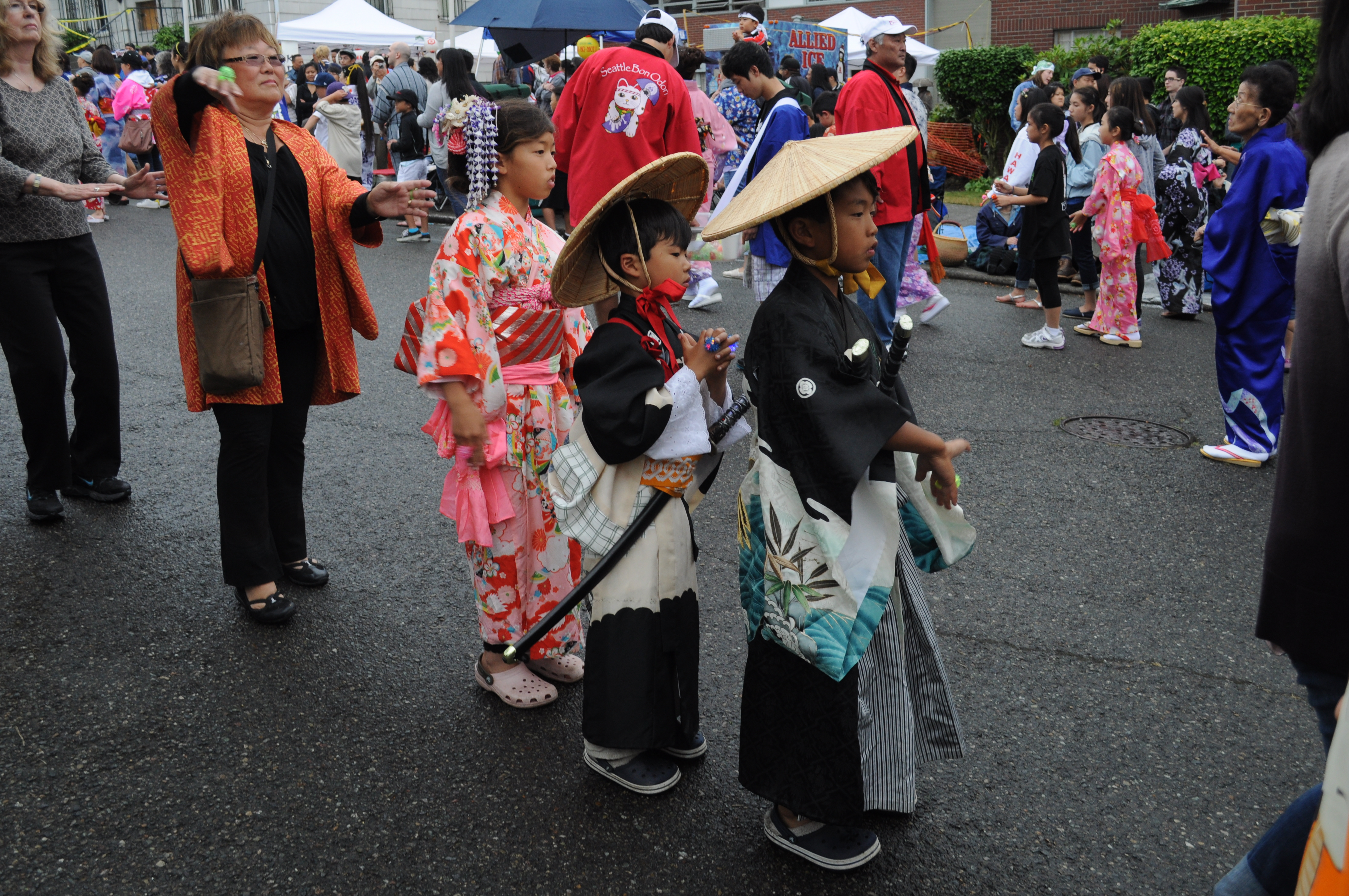
Celebración del Bon Odori en Seattle, EE. UU. (2011).

A día de hoy, la "Bon season" es una parte importante de la cultura y la vida de Hawái. Los festivales del Bon Odori también se celebran en Norteamérica, particularmente por los estadounidenses de origen japonés o los japoneses-canadienses afiliados a organizaciones y templos budistas. Numerosos templos también mantienen al mismo tiempo un bazar cultural y alimenticio que ofrece una variedad de cocina y arte, mostrando las características de la cultura japonesa y también de la historia común japonesa-norteamericana. La actuación de los taikos por grupos profesionales y amateur se ha convertido recientemente en una característica popular de los festivales Bon Odori. Generalmente estos festivales suelen celebrarse en alguna ocasión entre julio y septiembre.
Las melodías del Bon Odori son similares a las de Japón; por ejemplo, la danza Tankō Bushi procedente de Kyushu también se realiza en algunas celebraciones en los Estados Unidos. En California, debido a la difusión habida con la inmigración japonesa, las danzas Bon Odori también difieren entre el Norte y el Sur de California, y algunas de ellas están fuertemente influenciadas por la cultura estadounidense.